# Marża (telekomunikacja)
Marża (często: luz; ang. margin, fr. marge, ros. исправляющая способность) – zdolność poprawiania urządzenia telekomunikacyjnego określana w procentach.
Podczas przesyłu informacji za pomocą sygnałów elektrycznych, na skutek niedoskonałości toru przesyłowego, występują zniekształcenia sygnału. Zdolność odtwarzania sygnału mimo zniekształcenia jest nazywana marżą. Jednostką marży (luzu) jest %.
Eksploatowane dawniej dalekopisy miały marżę rzędu 40%, która zależała przede wszystkim od konstrukcji i warunków pracy (bieżącej konserwacji).